# Director-Nunatak
Der Director-Nunatak ist ein markanter Nunatak im Grahamland auf der Antarktischen Halbinsel. Er ragt zwischen den Kopfenden des Balch- und des Breitfuß-Gletschers auf.
Luftaufnahmen der Hunting Aerosurveys Ltd. aus den Jahren von 1955 bis 1957 dienten dem Falkland Islands Dependencies Survey (FIDS) für eine Kartierung. Das UK Antarctic Place-Names Committee benannte ihn 1959 so, weil der Nunatak 1957 einer Schlittenmannschaft des FIDS auf der Detaille-Insel als Orientierungspunkt für den Weg zum Avery-Plateau diente.